# Nesbitt (Texas)
Nesbitt è una comunità non incorporata degli Stati Uniti d'America, situata nello stato del Texas, nella contea di Harrison.